# Сагино Спирит
«Сагино Спирит» (англ. Saginaw Spirit) — молодёжный хоккейный клуб из города Сагино, штат Мичиган, США. Выступает в Хоккейной лиге Онтарио (OHL), одной из трёх лиг, составляющих Канадскую хоккейную лигу (CHL).

## История
Команда «Сагино Спирит» появилась после того, как Дик Гарбер, владелец нескольких местных автосалонов, приобрёл «Норт-Бэй Сентенниалс» и перевёз команду в Сагино после сезона 2001–02. Название «Сагино Спирит» было дано учеником начальной школы Хэндли после того, как был проведён конкурс на название новой команды.

## Достижения
- Мемориальный кубок (1): 2024;
- Победитель Западного Дивизиона (4): 2010–11, 2018–19, 2019–20, 2023–24;